# Boca FC
Boca Football Club – nieistniejący już belizeński klub piłkarski z siedzibą we wsi Bella Vista, w dystrykcie Toledo. Funkcjonował w latach 2002–2006. Domowe mecze rozgrywał w oddalonej o 15 kilometrów wsi Independence, na obiekcie Michael Ashcroft Stadium.

## Osiągnięcia
- mistrzostwo Belize (1): 2004/2005 Closing
- wicemistrzostwo Belize (1): 2005/2006

## Historia
Klub został założony w 2002 roku. W tamtym okresie półprofesjonalna liga belizeńska Belize Football Premier League (BFPL) wystąpiła ze struktur Belizeńskiego Związku Piłki Nożnej (FFB), wobec czego FFB utworzył nowe rozgrywki – Belize A League. Boca wkrótce do nich dołączył, docierając do finału w sezonie 2003/2004, a w sezonie 2004/2005 Closing zdobywając ich mistrzostwo. A League, choć uznawana przez FFB, cieszyła się znacznie mniejszym zainteresowaniem niż BFPL. W październiku 2003 klub wziął udział w międzynarodowych rozgrywkach Copa Interclubes UNCAF (środkowoamerykańskich kwalifikacjach do Pucharu Mistrzów CONCACAF), gdzie w pierwszej rundzie został zdeklasowany przez kostarykański Alajuelense.
Następnie, już po unormowaniu sytuacji organizacyjnej, Boca dołączył do ligi BPFL. Występował w nich w sezonie 2005/2006, kiedy to sensacyjnie wywalczył wicemistrzostwo Belize. Większość składu stanowili zagraniczni piłkarze naturalizowani w Belize lub potomkowie imigrantów zza granicy. Bezpośrednio po tym sukcesie klub wycofał się z ligi i zakończył swoją działalność.
| Sezon | Rozgrywki              | Runda | Klub        | Dom | Wyjazd | Ogólnie |
| ----- | ---------------------- | ----- | ----------- | --- | ------ | ------- |
| 2003  | Copa Interclubes UNCAF | QR    | Alajuelense | 0–5 | 0–10   | 0–15    |

## Trenerzy
- Alex Noralez (2006)[4]